# Tony Hoffer
Tony Hoffer ist ein US-amerikanischer Musikproduzent, Gitarrist und Toningenieur. Seine Arbeit an diversen Alben unter anderem den Kooks, den Thrills, Beck, Supergrass und Air wurden mit Gold- und Platin-Auszeichnungen gewürdigt, zudem wurden die von ihm produzierten Alben mehrmals für die Grammy Awards und einmal für den britischen Mercury Music Prize nominiert.

## Karriere
Der Großteil seiner Produktionen werden in Los Angeles vornehmlich mit britischen Bands durchgeführt, er produzierte jedoch auch bereits in Paris mit der französischen Band Air, sowie im kanadischen Vancouver und häufig auch in London (Konk Studios). Neben seiner Tätigkeit als Produzent und Toningenieur spielte er auch Gitarre auf Becks Odelay-Tour.

## Produktionen
| Jahr | Album                           | Künstler                    |
| ---- | ------------------------------- | --------------------------- |
| 1999 | Midnite Vultures                | Beck                        |
| 2001 | 10 000 Hz Legend                | Air                         |
| 2002 | Life on Other Planets           | Supergrass                  |
| 2002 | Rouge On Pockmarked Cheeks      | Brazzaville                 |
| 2003 | So Much for the City            | The Thrills                 |
| 2003 | Ether Song                      | Turin Brakes                |
| 2004 | Alphabetical                    | Phoenix                     |
| 2004 | Landed                          | Peter Walker                |
| 2005 | Band From World War Zero        | The Vacation                |
| 2005 | How the Mighty Fall             | Mark Owen                   |
| 2005 | Odyssey                         | Fischerspooner              |
| 2005 | Guero                           | Beck                        |
| 2005 | Warnings/Promises               | Idlewild                    |
| 2006 | The Life Pursuit                | Belle and Sebastian         |
| 2006 | Costello Music                  | The Fratellis               |
| 2006 | Inside In/Inside Out            | The Kooks                   |
| 2006 | The Truth                       | La Rocca                    |
| 2007 | Girls and Weather               | The Rumble Strips           |
| 2007 | Berlin (single mix)             | Black Rebel Motorcycle Club |
| 2007 | Phantom Punch                   | Sondre Lerche               |
| 2007 | Debütalbum [* unveröffentlicht] | Palladium                   |
| 2007 | Torn on the Platform (single)   | Jack Peñate                 |
| 2007 | Hourglass                       | Dave Gahan                  |
| 2007 | My Conscience & I               | Remi Nicole                 |
| 2007 | Teenager                        | The Thrills                 |
| 2008 | Konk                            | The Kooks                   |
| 2009 | Sounds of the Universe          | Depeche Mode                |